# IHLIA LGBTI Heritage
IHLIA LGBTI Heritage, anteriormente conhecido como International Gay/Lesbian Information Center and Archive (em neerlandês:  Internationaal Homo/Lesbisch Informatiecentrum en Archief; IHLIA), é um centro internacional de arquivo e documentação sobre homossexualidade, bissexualidade e transgénero.
Recolhe, preserva e apresenta ao público todo o tipo de informação no domínio das LGBTI. A IHLIA é curadora da maior coleção LGBTI da Europa, com mais de 100.000 títulos em 1.515 metros de comprimento de prateleira – livros, jornais e revistas, filmes, documentários, cartazes, fotografias e objetos como camisetas, botões e embalagens de preservativos.

## História
A IHLIA foi fundada em 1999 pela fusão do Homodok (documentação sobre homossexualidade da Universidade de Amsterdã), dos Arquivos Lésbicos de Leeuwarden hospedados no Anna Blamanhuis e do Lesbisch Archief Amsterdam (LAA). Desde 2007, o IHLIA está localizado na Biblioteca Pública de Amsterdã. A IHLIA e o Fundo George Mosse organizam as Palestras Mosse anuais. Mais de 95% do seu orçamento anual, cerca de 800.000 euros, provém do governo do país.
A IHLIA conta com funcionários em meio período e voluntários que auxiliam em seu trabalho. Fornecem acesso mediante pedido, por exemplo, a estudantes de Estudos de Género na Universidade de Amesterdão.

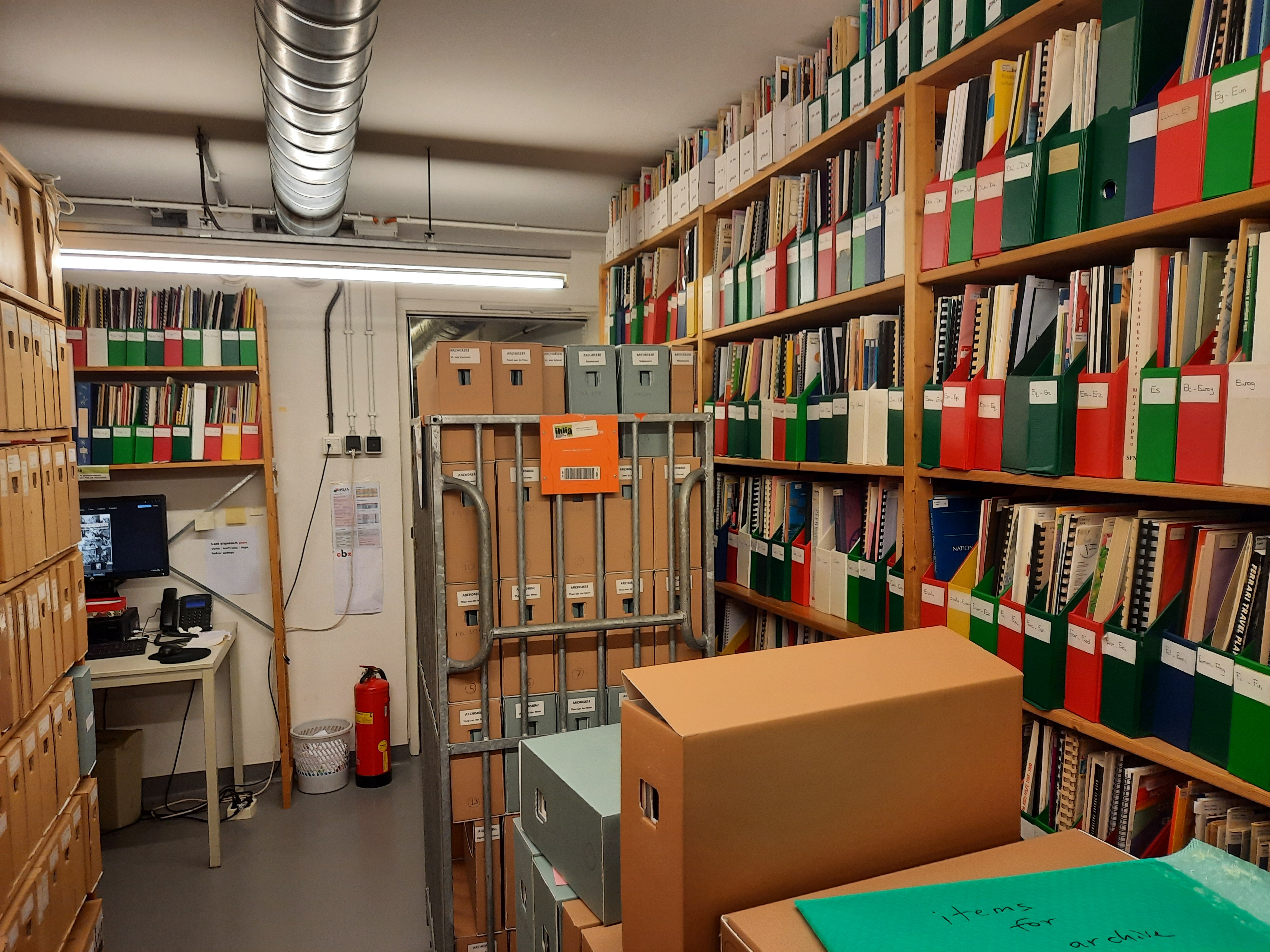
Os arquivos estão guardados no subsolo da Biblioteca Pública
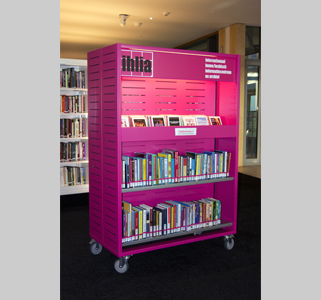
Estante rosa especial no 3º andar da biblioteca
- Der Eigene. Ein Blatt für Alle und Keinen (Your own. Uma revista para todos e para ninguém), 1896 Berlin-Wilhelmshagen. Primeira revista homossexual. Texto completo. Coleção IHLIA Patrimônio LGBTI.